# Regije Madagaskara
Madagaskar je danas podjeljen na 22 regije (faritra), koje su od 4. listopada 2009. i amandmana na malgaški Ustav kojim je dotadašnjih 6 provincija raspušteno - formalno prva razina podjele upravne vlasti u Madagaskaru.
| Redni broj | Ime                 | Površina (km²) | Stanovništvo | Gustoća stanovnika % | Glavni grad          | Bivša pokrajina |
| ---------- | ------------------- | -------------- | ------------ | -------------------- | -------------------- | --------------- |
| 1          | Diana               | 19,266         | 889,736      | 36.3                 | Antsiranana          | Antsiranana     |
| 2          | Sava                | 25,518         | 1,123,013    | 38.4                 | Sambava              | Antsiranana     |
| 3          | Itasy               | 6,993          | 897,962      | 104.8                | Miarinarivo          | Antananarivo    |
| 4          | Analamanga          | 16,911         | 3,618,128    | 198.0                | Antananarivo         | Antananarivo    |
| 5          | Vakinankaratra      | 16,599         | 2,074,358    | 108.6                | Antsirabe            | Antananarivo    |
| 6          | Bongolava           | 16,688         | 674,474      | 27.4                 | Tsiroanomandidy      | Antananarivo    |
| 7          | Sofia               | 50,100         | 1,500,227    | 24.9                 | Antsohihy            | Mahajanga       |
| 8          | Boeny               | 31,046         | 931,171      | 25.8                 | Mahajanga            | Mahajanga       |
| 9          | Betsiboka           | 30,025         | 394,561      | 9.8                  | Maevatanana          | Mahajanga       |
| 10         | Melaky              | 38,852         | 309,805      | 7.5                  | Maintirano           | Mahajanga       |
| 11         | Alaotra-Mangoro     | 31,948         | 1,255,514    | 32.1                 | Ambatondrazaka       | Toamasina       |
| 12         | Atsinanana          | 21,934         | 1,484,403    | 57.9                 | Toamasina            | Toamasina       |
| 13         | Analanjirofo        | 21,930         | 1,152,345    | 47.2                 | Fenoarivo Atsinanana | Toamasina       |
| 14         | Amoron'i Mania      | 16,141         | 833,919      | 44.3                 | Ambositra            | Fianarantsoa    |
| 15         | Matsiatra Ambony    | 21,080         | 1,447,296    | 56.9                 | Fianarantsoa         | Fianarantsoa    |
| 16a        | Vatovavy-Fitovinany | 19,605         | 1,435,882    | 72.2                 | Manakara             | Fianarantsoa    |
| 16b        | Vatovavy            |                | 705,675      | 72.2                 | Mananjary            | Fianarantsoa    |
| 17         | Atsimo-Atsinanana   | 18,863         | 1,026,674    | 47.6                 | Farafangana          | Fianarantsoa    |
| 18         | Ihorombe            | 26,391         | 418,520      | 11.8                 | Ihosy                | Fianarantsoa    |
| 19         | Menabe              | 46,121         | 700,577      | 12.8                 | Morondava            | Toliara         |
| 20         | Atsimo-Andrefana    | 66,236         | 1,799,088    | 19.9                 | Toliara              | Toliara         |
| 21         | Androy              | 19,317         | 903,376      | 38.0                 | Ambovombe-Androy     | Toliara         |
| 22         | Anosy               | 25,731         | 809,313      | 26.1                 | Tôlanaro             | Toliara         |